# Raspailia atropurpurea
Raspailia atropurpurea är en svampdjursart som först beskrevs av Carter 1885.  Raspailia atropurpurea ingår i släktet Raspailia och familjen Raspailiidae.
Artens utbredningsområde är Sydaustralien. Inga underarter finns listade i Catalogue of Life.